# Hanna Ljungh
Hanna Christina Ljungh, född den 16 januari 1974 i Washington DC i USA, är en svensk konstnär. Hon arbetar med film, fotografi, skulptur, installation och offentlig gestaltning.
Hanna Ljungh är utbildad vid Konstfack i Stockholm och vid Parson School of Design i New York. Hon har ställt ut bland annat på Moderna Museet, Malmö, Macalline Art Center i Peking, Trondheim Kunsthall i Trondheim och Marabouparkens konsthall i Sundbyberg.
Ljung har skapat flera offentliga konstnärliga gestaltningar inklusive verket Curiosity Cabients: Medicinareberget som är beställt av Statens konstråd för Göteborgs universitet.
Ljunghs konstverk finns i flera offentliga och privata konstsamlingar inklusive Moderna Museet, Magasin III, Region Stockholm, Region Skåne och Stockholm Konst.

## Konstverk i urval
Verket I am mountain, to measure impermanence från 2016 består av en nästan sex timmar lång film som i en enda tagning, filmad  från Kebnekaises norra topp, visar den smältande sydtoppen. Verket uppmärksammades bland annat i Dagens Nyheter när det visades första gången i en utställning på Annaelle Gallery (numera Anna Bohman Gallery). Verket köptes 2021 in till Moderna Museets samling.
Verket How to Civilize a Waterfall från 2010 visar när konstnären försöker övertala ett vattenfall att istället vara ett vattenkraftverk. Verket som är filmat vid Ristafallet i Jämtland har visats i en rad utställningar bland annat på Fotografiska i Stockholm.